# Michał Kucharczyk
Michał Kucharczyk (* 20. März 1991 in Warschau, Polen) ist ein polnischer Fußballspieler.

## Karriere
Michał Kucharczyk begann das Fußballspielen bei Świt Nowy Dwór Mazowiecki. 2008 debütierte er für Świt in der vierten polnischen Liga. In der Saison 2008/2009 wurde er mit 24 Toren zusammen mit Krzysztof Wierzba Torschützenkönig der vierten Liga, Gruppe łódzko-mazowiecka, und stieg mit Świt als ungeschlagener Meister in die dritte Liga auf. In zweieinhalb Jahren in der dritten (2009–2010) und vierten Liga (2008–2009) erzielte er 40 Tore in 61 Spielen. 2010 wurde er vom Erstligisten Legia Warschau verpflichtet. Mit Legia wurde Kucharczyk fünfmal Meister in der Ekstraklasa werden und holte sechsmal den polnischen Pokal. Nach einer Saison in Jekaterinburg wechselte er zurück nach Polen, diesmal zu Pogoń Stettin.

## Karriere in der Nationalmannschaft
Am 6. Februar 2011 feierte Kucharczyk sein Debüt in der polnischen Nationalmannschaft beim 1:0 gegen die Moldau.

## Erfolge
- Polnischer Pokalsieger: 2011, 2012, 2013, 2015, 2016, 2018
- Torschützenkönig der vierten Liga (2009)
- Polnischer Meister: 2013, 2014, 2016, 2017, 2018